# 룩 (오스트레일리아의 잡지)
룩(Look)은 1985년 10월부터 오스트레일리아 뉴사우스웨일즈 미술관 협회에서 발행하는 미술 잡지이다. 이 잡지는 미술관 회원에게 제공되며 이전에는 월간으로 발행되었다. 발행 주기가 2개월에 한 번으로 변경되었다. 이 잡지는 시드니에 본사가 있다.